# مقاطعة فارياب
مقاطعة فارياب (بالفارسية: شهرستان فاریاب) هي مقاطعة تقع في محافظة كرمان في إيران. يقدر عدد سكانها بـ 31,605 نسمة .